# Dalmatinski gradovi države
Dalmatinski gradovi države bili su dalmatinski lokaliteti gdje su prevladavali lokalni romanski jezici među stanovništvom koji su preživjeli Seobu naroda nakon pada Zapadnog Rimskog Carstva od kraja 3. do sredine 6. stoljeća. Osam malih gradova stvorili su autohtoni stanovnici koji su održavali političke veze s Bizantskim Carstvom, dopuštajući mu trgovinu za obranu svojih gradova. Izvorna imena dalmatinskih gradova su bili Jadera (Zadar), Spalatum (Split), Crespa (Cres), Arba (Rab), Tragurium (Trogir), Vecla (Krk), Ragusium (Dubrovnik) i Cattarum (Kotor). Njihov jezik i njihovi zakoni su u početku bili latinski, ali nakon nekoliko stoljeća oni su sami razvili svoj neolatinski jezik ("dalmatski"), koji je trajao sve do 19. stoljeća. Gradovi su bili glavna pomorska središta s uglavnom velikom trgovinom s gradovima Apeninskog poluotoka i rastućom Mletačkom Republikom.

## Povijest
Dalmacija nakon pada Rimskog Carstva sastojala se od skupine autohtonih obalnih gradova koji su funkcionirali kao gradovi države, s velikom autonomijom, ali bez kontrole nad ruralnim zaleđem koje kontroliraju slavenska plemena koja su došla nakon 640.
Etnički, Dalmacija je debitirala kao jedna od regija Rimskog Carstva, s rimskom kulturom koja se počela razvijati samostalno, formirajući sada izumrli "dalmatski jezik". Pa su ovi gradovi bili obilježeni zajedničkim zakonima na latinskom jeziku, katoličkoj vjeri, istim romanskim jezikom, zajedničkom trgovinom i istim političko-administrativnim strukturama and entitetima.
Osam gradova država bili su:
- Jadera, kasnije preimenovan u "Zara" u talijanskom i "Zadar" u hrvatskom jeziku). Izvorno je mali otok u srednjoj Dalmatinskoj obali.
- Spalatum, talijanski: "Spalato" ili hrvatski: "Split". Inicijalno kreirano unutar Dioklecijanove palače
- Crespa, talijanski: "Cherso" ili hrvatski: "Cres". Otok u sjevernoj Dalmaciji
- Arba, talijanski: "Arbe" ili  hrvatski: "Rab". Mali otok ispred Sjevernog Velebita.
- Tragurium, talijanski: "Trau" ili hrvatski: "Trogir". Mali otok nedaleko od Salone
- Vecla, it: "Veglia" and cr: "Krk", na otoku u blizini obale sjeverne Dalmacije
- Ragusium, talijanski: "Ragusa" and hrvatski: "Dubrovnik".
- Cattarum, talihanski: "Cattaro' and hrvatski: "Kotor". Koji se danas nalazi u Crnoj Gori.

Kasnije su nastali i drugi gradovi u sjevernoj i središnjoj Dalmaciji i Kvarneru kao:
- Sebenicum (današnja Šibenik), osnovao ga je hrvatski kralj Petar Krešimir IV.
- Flumen (današnja Rijeka)
- Pagus (danas Pag)

U ranom srednjem vijeku, bizantsku Dalmaciju je opustošila avarska invazija koja je uništila njenu prijestolnicu, Salonu, 639. godine, događaj koji je omogućio Salonitanima naseljavanje obližnje Dioklecijanove palače u Spalatumu, što je uvelike povećalo važnost grada. Iza Avara slijede velike južnoslavenske seobe.
Slaveni, u labavom savezu s Avarima, trajno su naselili regiju u prvoj polovici 7. stoljeća i od tada ostali njegova dominantna etnička skupina. Hrvati su ubrzo osnovali svoje vlastito kraljevstvo: Kneževinu Dalmatinsku Hrvatsku kojom su vladali domaći knezovi guduškog podrijetla.
Početkom 9. stoljeća zadarski biskup Donat i gradski knez Pavao posredovali su u sporu između Svetog Rimskog Carstva pod Pipinom i Bizantskog Carstva. Franci su neko vrijeme držali sjevernu Dalmaciju i Zadar, ali je grad vraćen Bizantu odlukom Aachenskog mira iz 812. Značenje geografskog pojma "Dalmacija", sada je suženo na gradove i njihovo neposredno zaleđe.
Ti su gradovi i mjesta ostali utjecajni jer su bili dobro utvrđeni i održavali vezu s Bizantskim Carstvom, koje ustrojava Temu Dalmaciju. Dvije su zajednice u početku bile pomalo neprijateljske, ali kako su se Hrvati pokrstili, ta je napetost sve više jenjavala. Ubrzo je došlo do određenog kulturnog miješanja, u nekim enklavama jače, u drugima slabije, jer su slavenski utjecaj i kultura bili izraženiji u Ragusiumu i Cattarumu, dok je utjecaj s talijanskog poluotoka bio jači na otocima sjeverne Dalmacije te u Jaderu i Spalatumu. Dužnost stratega u Temi Dalmacija nominalno je vršio je arhont Zadra. Ženidbom hrvatskog kralja Mihajla Krešimira II. za Jelenu Madijevku, kćer zadarskog arhonta i stratega. Ulogu stratega preuzima njihov sin Stjepan Držislav, te pojam strateg postaje sinonim s njegovom titulom Kralja Hrvatske i Dalmacije (Rex Croatiae et Dalmatiae).
Slabljenjem Hrvatskog kraljevstva dalmatinski gradovi održavaju labilne odnose sa Bizantom koji ih 1097. predaje Veneciji na upravljanje. 
Godine 1102. ugarski kralj Koloman nakon što je stekao Hrvatsku, odlučuje svome kraljevstvu pripojiti i Dalmaciju. Nakon dogovora s Bizantom 1105. godine Koloman kreće u pohod na Dalmaciju. Prvo je stigao pred Zadar, koji se odlučio oduprijeti. Počela je opsada, a grad se posredovanjem trogirskog biskupa Ivana Orsinija dogovorio s Kolomanom da ga za zlato dostano za izgradnju zvonika Sv. Marije pusti u Zadar. Koloman je u "slavlju" ušao u grad Zadar. Na zvoniku je dao uklesati ove riječi: "Godine od upućenja Gospodina našega Isusa Krista 1105. nakon pobjede Ilira i nakon ulaza u Zadar dao je taj zvonik o svom trošku podići Koloman, kralj ugarski, hrvatski i dalmatinski". 
Koloman je Zadranima potvrdio stare privilegije i nastavio put prema Šibeniku i Trogiru, koji su priznali njegovu vlast bez otpora.
Split se u početku opirao, ali kada je vidio da se kralj sprema za opsadu priznao je Kolomana za kralja posredovanjem svog nadbiskupa Krescencija. Kralj se tada vratio u Zadar, a ban Ugra je s hrvatskom i ugarskom vojskom isplovio prema otocima. Nakon neznatna otpora predali su se Rab, Cres i Krk. Nakon predaje gradova i otoka sazvan je sabor dalmatinskih gradova, gdje su kralj, ugarski svjetovni i duhovni velikodostojnici, te vojska položili prisegu da će poštovati autonomiju dalmatinskih gradova. Tom su prilikom dalmatinski gradovi dobili privilegije, koje su bili gotovo identične kao i do tad, no sačuvao se samo prijepis Trogirske diplome.
Krajem 12. stoljeća Mletačka Republika postupno ponovo kreće u osvajanje istočnog Jadrana i dostiže svoj najveći opseg za vrijeme Četvrtog križarskog rata tjekom kojeg 1202. godine osvaja Zadar, a do 1203. i ostatak Dalmatinske obale.

## Dalmatinski gradovi u kasnom srednjem vijeku
Mletačka vlast u Dalmaciji nije stablina i dalmatinski se gradovi stalno bune i bore za autonomiju. Borbe kulminiraju 1345. opsadom Zadra, kada Mlečani nakon godinu dana teških borbi slamaju otpor i osvajaju Zadar. Vlast nad Dalmacijom potrajati će do ljeta 1356. kada je  ugarsko-hrvatski kralja Ludovik I. Anžuvinac uputio svoju vojsku protiv Mlečana čime započinje novi dvogodišnji rat. Ludovik I. sa svojom vojskom provaljuje u sjevernu Italiju i nameće Mlečanima rat na njihovom državnom području ugrožavajući i samu Veneciju.
Tijekom ljeta 1357. Splićani i Trogirani podižu bune i istjeruju mletačke posade i činovnike, a u prosincu ugarska vojska ulazi i u Šibenik i kreće prema Zadru. Na dan 17. prosinca zahvaljujući hrabrim Zadranima, koji su noću prebacili preko zidina konope, vojska ulazi u Zadar, istjeruje Mlečane i time je čitava Dalmacija postala dijelom ugarsko-hrvatske krune.
Zadarski mir sklopljen je 18. veljače 1358. u sakristiji crkve Sv. Franje Asiškog u Zadru čime je Ludovik I. pod svoju vlast stavio cijelu Dalmaciju i uzeo titulu kralja Dalmacije, a Mletačka Republika se odrekla posjeda cijelog dalmatinskog kopna i svih otoka od Kvarnera do Drača. Mletački dužd također se odrekao titule Dux Dalmatiae.
Sljedećih tridesetak godina dalmatinski će gradovi imati svoju samoupravu unutar Ugarsko-Hrvatskog Kraljevstva, no uskoro nastupa doba građanskog rata i godine 1409. kralj Ladislav Napuljski, vidjevši da će izgubiti borbu za prijestolje sa Žigmundom Luksemburškim, prodaje svoja prava na Dalmaciju za iznos od 100.000 dukata. Hrvatsko-ugarski kralj Žigmund Luksemburški nije imao snage oduprijeti se Mletačkoj Republici, a i na istočnim granicama se već približavalo Osmansko Carstvo.
Mletački vojnici su u Zadar ušli 31. srpnja 1409., do 1420. svi dalmatinski gradovi osim Dubrovnika postaju Mletački vazali te gube više stoljetnu autonomiju. Pod Mletačkom vlasti ostaju do pada Venecije 1797. godine. Dubrovačka Republika autonomiju gubi 31. siječnja 1808. godine upadanjem Francuskog Carstva u Dubrovnik.